# 전라남도자연탐구수련원
전라남도자연탐구수련원(全羅南道自然探究修鍊院)은 각급 학교의 생물 학습자료 보급과 자연탐구 학습활동의 장으로 활용하고, 학생 및 청소년들의 수련활동과 교직원들의 심신수양을 위하여 전라남도교육청 산하에 설치된 소속기관이다.